# Саудовская железнодорожная компания
Саудовская железнодорожная компания — одна из двух железнодорожных компаний управляющих железнодорожной сетью Саудовской Аравии.
Вторая железнодорожная компания — Организация Саудовских железных дорог.
Саудовская железнодорожная компания была создана в 2006 году, управляет линиями протяжённостью 2750 км с шириной колеи 1435 мм.
Управление компании находится в Эр-Рияде.